# Britta Zur

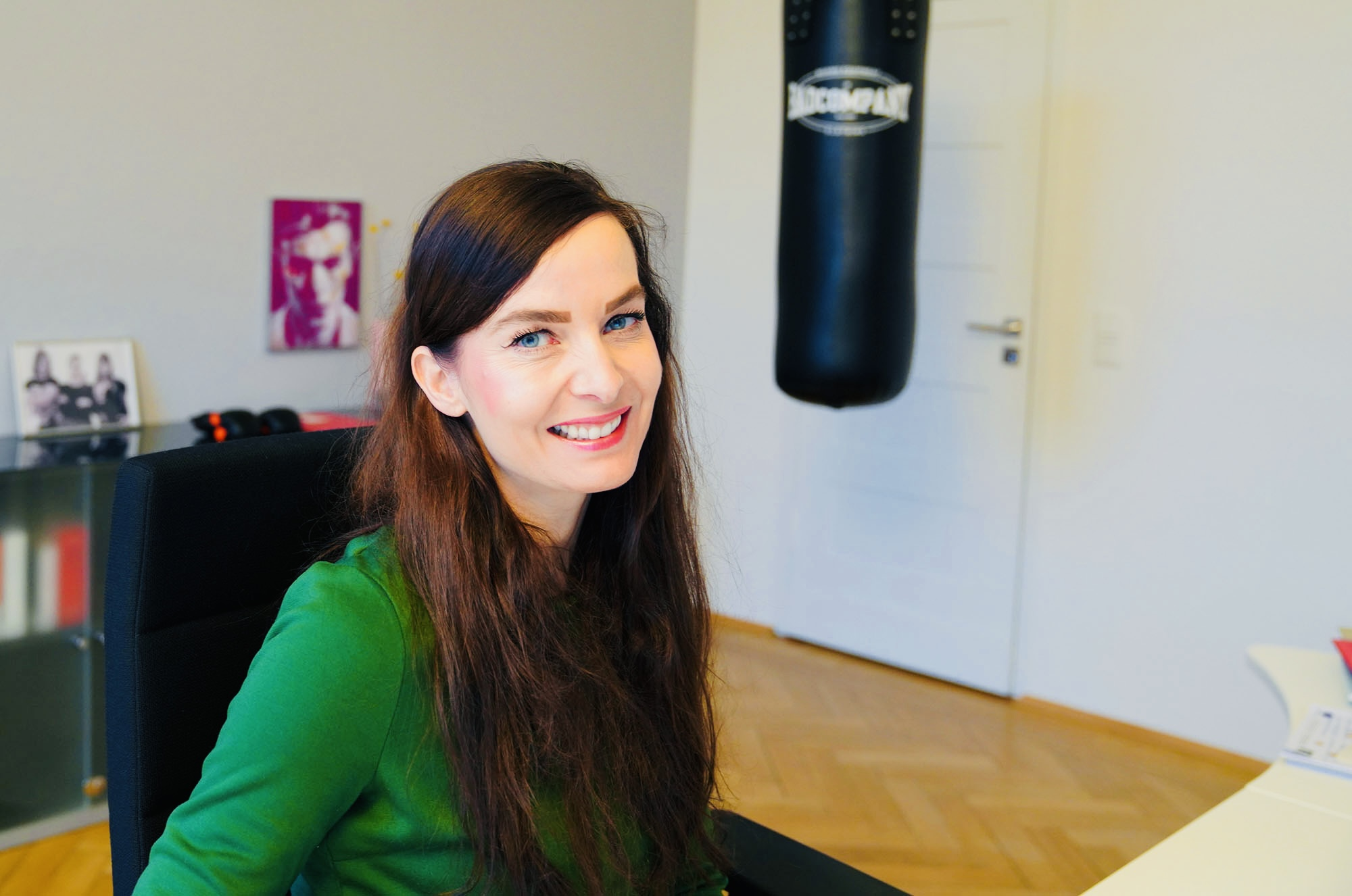
Britta Zur (2022)

Britta Zur (* 1980 in Köln) ist eine deutsche Juristin. Sie war von 2019 bis 2022 Polizeipräsidentin von Gelsenkirchen.

## Leben
Zur wuchs als Tochter einer Fremdsprachenkorrespondentin und eines Oberstaatsanwalts am linken Niederrhein auf. Sie hat eine Schwester.
Nach dem Studium der Rechtswissenschaften in Bonn absolvierte sie ihr Referendariat am Landgericht Krefeld. Im Alter von 27 Jahren trat Zur nach dem zweiten Staatsexamen in den Justizdienst des Landes Nordrhein-Westfalen ein.
Nachdem sie zunächst ein Jahr als Richterin am Land- bzw. Amtsgericht Düsseldorf tätig war, wechselte sie 2008 zur Staatsanwaltschaft Düsseldorf und war dort als Staatsanwältin mit den Deliktschwerpunkten Mord und Totschlag beschäftigt. Ab September 2018 leitete sie als Staatsanwältin das neu gegründete Dezernat 82 der Staatsanwaltschaft Düsseldorf, das sich mit Übergriffen auf Polizisten, Rettungs- und Ordnungskräfte befasst und Modellcharakter für das Bundesland hat. Zuletzt war sie auch Pressesprecherin der Staatsanwaltschaft.
Im Dezember 2019 wurde sie auf Vorschlag des nordrhein-westfälischen Innenministers Herbert Reul vom Landeskabinett mit 39 Jahren zur Polizeipräsidentin von Gelsenkirchen ernannt. Sie leitete damit eine Behörde mit rund 1.700 Angestellten. Während ihrer gesamten Amtszeit war sie die jüngste Polizeipräsidentin Deutschlands und die jüngste Behördenleiterin Nordrhein-Westfalens. Jünger als Britta Zur hat nur mit 36 Jahren Gertrud Bergkemper-Marks 1988 ihr Amt als Polizeipräsidentin von Leverkusen angetreten. Am 7. April 2022 wurde Zur auf Vorschlag des Düsseldorfer Oberbürgermeisters Stephan Keller und der Düsseldorfer FDP vom Rat der Landeshauptstadt Düsseldorf zur Beigeordneten für Bürgerservices und Sport gewählt. Dieses Amt trat sie am 1. August 2022 an.
Zum 1. August 2023 trat sie ihr Amt als Ordnungsdezernentin der Landeshauptstadt Düsseldorf an. Im September 2024 gab sie es auf, um als Vorsitzende in die Geschäftsführung der DB Sicherheit GmbH zu wechseln.
Sie engagiert sich seit Jahren im Bereich Gewalt gegen Einsatzkräfte. Gemeinsam mit Thomas Nowaczy verfasste sie Handlungsempfehlungen für betroffene Behörden und Führungskräfte.
Britta Zur ist Mutter von zwei Kindern und lebt in Düsseldorf. Sie ist parteilos.